# Euopius quisus
Euopius quisus är en stekelart som beskrevs av Fischer 1980. Euopius quisus ingår i släktet Euopius och familjen bracksteklar. Inga underarter finns listade i Catalogue of Life.